# 西蒲區
西蒲區（日语：／ Nishikan ku */?）為新潟縣新潟市的行政区之一。2007年4月1日新潟市成為政令指定都市時設立。範圍包括旧卷町（四鄉屋地区為西区）、旧西川町、旧岩室村、旧潟東村、旧中之口村5地区。区公所位于旧卷支所。面積181.13平方公里，人口62,125人。

## 外部連結
- 新潟市* （页面存档备份，存于）